# IAI Lavi
Lavi (hebr: לביא, "Ungt lejon") var ett israeliskt jakt- och attackplansprojekt som nådde prototypstadiet innan det avbröts 1987. Erfarenheter från projektet används i det kinesiska Chengdu Jian-10, som inledningsvis var ett samarbete mellan Israel Aerospace Industries och Chengdu.

## Utveckling
Den israeliska flygvapenledningen rekommenderade i början av 1978 att ett helt nytt israeliskt stridsflygplan skulle tas fram. Arbetet leddes av IAI som tidigare tagit fram IAI Nesher och IAI Kfir baserade på franska Dassault Mirage. 1985 presenterades den första varianten av Lavi för allmänheten..
Projektet ansågs som mycket lovande: förarkabinen var den modernaste i världen, och enligt projektchefen skulle planet trots att den var "i samma storleksklass som Kfir kunna bära en lika stor vapenlast som Phantom".
31 december 1986 flyger den första prototypen för första gången. Sammanlagt byggs tre prototyper innan projektet avslutas efter ett beslut av den israeliska regeringen i slutet av augusti följande år. Orsaken var en kombination av amerikanskt motstånd mot projektet, som sågs som ett hot mot F-16 på exportmarknaden, och ett erbjudande om att sälja modernare F-16-varianter till Israel.
Planet kallades skämtsamt för "MiG-16" då en stor del av planerarna var judar från Sovjetunionen och det till utseendet påminde om F-16.

## Beskrivning
Planet var ett enmotorigt attackplan med god sekundär jaktförmåga. Vingarna utgjordes av en deltavinge med nosmonterad canardvinge. Planet saknade stabilisator. Både en- och tvåsitsiga prototyper byggdes. Motorn var Pratt & Whitneys PW 1120 som skräddarsytts för projektet. Luftintaget monterades under flygkroppen, på samma sätt som på F-16.

## Efterspel
1990 greps den israeliske brigadgeneralen Rami Dotan misstänkt för tagande av muta i samband med valet av PW 1120 som Lavis motor. Dotan var chef för flygvapnets materialverk under Lavi-projektet, och misstänktes ha fått 10 miljoner USD av Pratt & Whitney. Dotan erkände och dömdes till tretton års fängelse, fick betala böter och miste sin militärgrad.
Kinesiska Chengdu hade sedan slutet av 1970-talet studerat möjligheten att bygga ett nytt inhemskt jakt- och attackplan. I början av 1990-talet sköt arbetet med J-10 fart på allvar, och då hade man inlett ett samarbete med israeliska IAI då Lavi i mycket motsvarade kraven som ställdes. För J-10 prioriterades attackrollen, och planet skulle bli rejält större än F-16 för att kunna ha längre räckvidd tack vare en större intern bränslelast. Den ryska AL-31FN-motorn var också klart större än PW 1120 som skulle ha monterats i Lavin. Framförallt hade Kina inte möjlighet att tillverka de avancerade delarna i kompositmaterial som en direkt kopia av Lavi förutsatte, varför planen trots det snarlika utseendet skiljer sig markant från varandra i flera avgörande detaljer.
Efter att kinesiskt spionage riktat mot amerikanska kärnvapen satte USA press på Israel att avbryta det militära samarbetet, vilket ledde till att IAI drog sig ur samarbetet i början av 2000-talet. Det innebar att flera israeliska nyckelsystem, bland annat radarn, ersattes med ryska motsvarigheter.

## Bevarade flygplan
Den andra prototypen, B-2, står utställd på israels flygvapenmuseum i Hatzerim utanför Be'er Sheva. Den tredje prototypen återfinns i IAI:s utrymmen i Ben Gurions internationella flygplats utanför Tel Aviv. Den första prototypen, samt de påbörjade flygkropparna till flygplan nummer fyra och fem skrotades.

## Besläktade flygplan
- Chengdu Jian-10
- Lockheed Martin F-16 Fighting Falcon
- Mitsubishi F-2